# Hotel Díra
Hotel Díra byla legendární podzemní sluj v pražských hradbách pod Karlovem, tj. ve svahu nad dnešním parkem Folimanka. Sluj sloužila jako ilegální noclehárna bezdomovcům a tulákům nejrůznějšího druhu. V roce 1936 byla díra zasypána a zazděna. Pro pozdější generace toto místo zpopularizoval především Karel Ladislav Kukla, ačkoli o ní psal i Karel Poláček a různí jiní novináři.

## Původní Díra
Podzemní prostor zvaný hotel Díra byla díra vyhloubená do země pod hradebním výklenkem, a to nedaleko místa, kde se dnes nachází Nuselský most. Hotel Díra se stal v nuselském údolí známým nejpozději na sklonku 19. století, kdy se do okolí rostoucího velkoměsta začali stahovali bezdomovci a nejrůznější tuláci. Díky úzkému vstupu do sluje (dovnitř bylo nutné se soukat po čtyřech) se v podzemním prostoru drželo určité teplo, což z hotelu Díra dělalo ideální tulácký přístřešek. 
Původně se celá oblast nalézala za hradbami mimo hranice Prahy, jejíž součástí se Nusle staly až roku 1922. Právě po jejich připojení k Praze však začaly úřady věnovat větší pozornost jednak obecné čistotě a bezpečí, za druhé vznikla možnost vypovídat z Nuslí (i z tamního hotelu Díra) všechny tuláky, kteří měli zakázaný pobyt na území československého hlavního města. 
Větší pohyb tuláků ani odpadky rozházené po svahu Folimanky úřady samozřejmě nevítaly. Problémem byla také bezpečnost nuselských dětí, které tajemná díra do nitra země pochopitelně lákala. K pokusům o zazdění díry pod hradbami došlo na přelomu 19. a 20. století několikrát. Tuláci však vzniklou zeď vždy znovu vytloukli. Úspěšně byl hotel Díra uzavřen až v roce 1936, kdy  byl důsledně zasypán a zazděn.
V blízkosti se nalézal také "Červený dolík" , známý z knihy Jaroslava Foglara "Hoši od Bobří řeky" (1926).

## Akce Speleologického klubu Praha
Pod vlivem knih Karla Ladislava Kukly se o znovunalezení hotelu Díra začátkem roku 1970 pokusili chlapci ze Speleologického klubu Praha. Vstup do Hotelu se jim skutečně podařilo lokalizovat, zčásti i odkrýt a především pořídit fotodokumentaci. V úplném odkrytí hotelu Díra jim však zabránili příslušníci socialistického Sboru národní bezpečnosti, kteří na místo nálezu mezitím dorazili. Pokračování akce rázně zakázali. Krátce na to prošla celá oblast nuselského svahu terénními úpravami, které souvisely s ukončením stavby Nuselského mostu.